# RRS Sir David Attenborough
RRS Sir David Attenborough är ett brittiskt polarforsknings- och försörjningsfartyg, som 2016–2019 byggs på varvet Cammell Laird i Birkenhead i Storbritannien.
RRS Sir David Attenborough är beställd av Natural Environment Research Council för användning av British Antarctic Survey. Hon är konstruerad av Rolls-Royce Marine, delvis på basis av erfarenheter från konstruktionen av det norska R/V Kronprins Haakon. RRS Sir David Attenborough förväntas tas i tjänst under år 2019. 
Fartyget ska dels vara en plattform för forskning, dels tjänstgöra som försörjningsfartyg för de fem brittiska forskningsstationerna i Antarktis. Hon har ett lastrum med plats för 2.100 m³ gods och kan lagra 660 m³ flygbränsle. 
Farvattnen kring Bird Island Research Station och Signy Research Station är alltför grunda för Sir David Attenborough. För att kunna utföra lasthantering vid dessa stationer medför fartyget en arbetsbåt för arbete i grunt vatten, samt en lastbåt med kran för containerlyft. 
RRS Sir David Attenborough utrustas med en helikopterplatta samt en hangar som kan inhysa två små helikoptrar.